# Constructeur ferroviaire

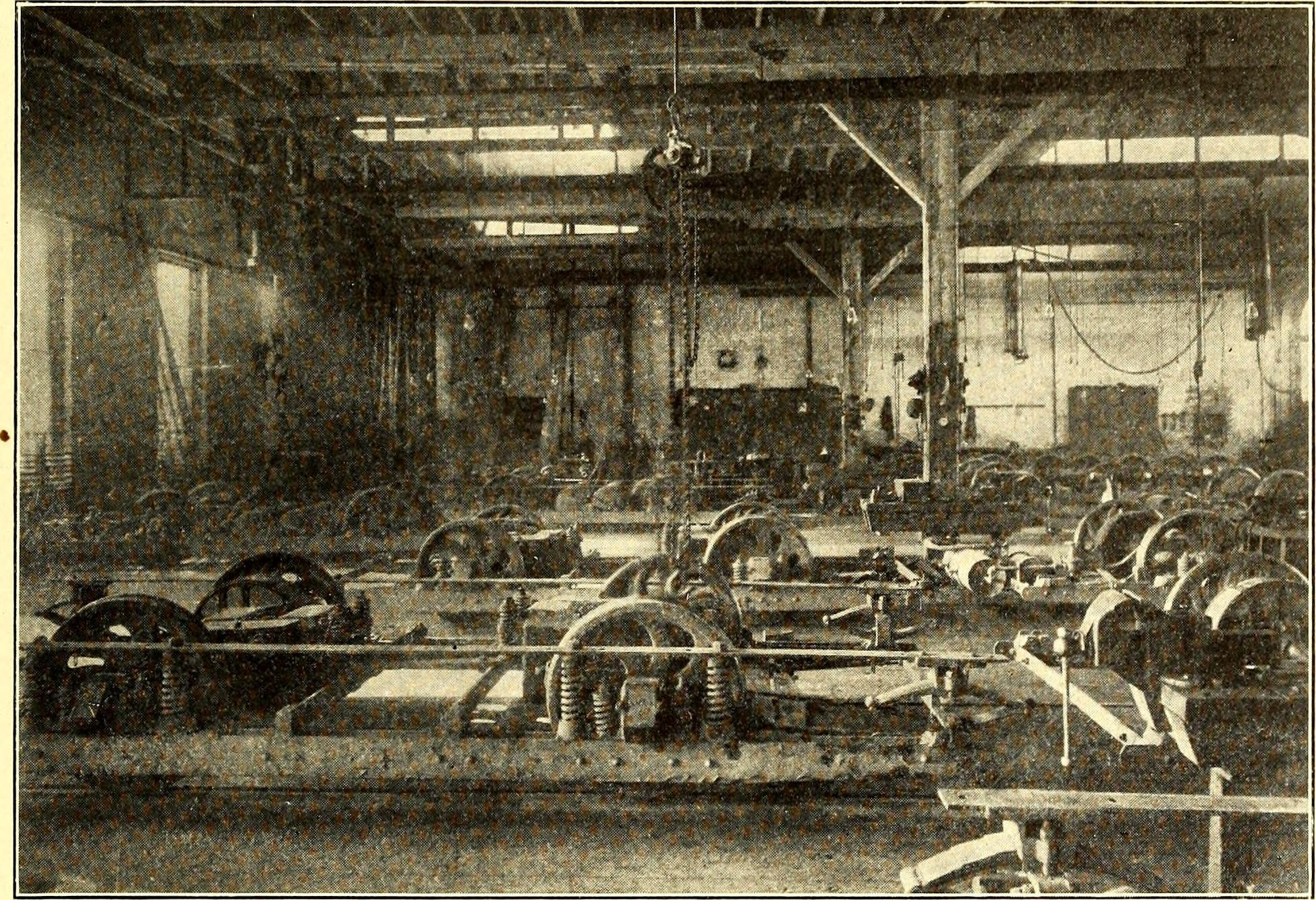
Intérieur d'une usine de construction ferroviaire (photo publiée en 1905 dans le magazine américain The Street Railway Journal).

Un constructeur ferroviaire est une entreprise qui réalise la fabrication et l'assemblage du matériel roulant ferroviaire : locomotives, rames automotrices, autorails, voitures à voyageurs, wagons, rame de métro, tramways...
C'est un secteur qui comprend plusieurs segments, les mêmes entreprises pouvant être présentes dans plusieurs de ces segments : construction de matériel roulant, production de pièces détachées ou de sous-ensembles (roues et essieux, bogies, pantographes, portes...), production d'équipements fixes (signalisation, rails...).
Ses clients sont soit des entreprises ferroviaires, des réseaux de métro et de tramway, soit des entreprises de travaux ferroviaires, soit des sociétés de location de matériel roulant.
Le marché de la construction ferroviaire est relativement segmenté du fait des réglementations propres à chaque pays ou sous-ensembles de pays, et à la présence traditionnelle d'exploitants puissants, souvent des entreprises publiques nationales qui ont longtemps imposé leurs propres normes, ce qui limitait la concurrence internationale. C'est encore souvent le cas, mais certains segments de cette industrie tendent à s'internationaliser avec, d'une part, l'ouverture des marchés sous l'effet de la mondialisation et, en Europe, de la construction de l'Union européenne et, d'autre part, la concentration des entreprises au niveau mondial. Par exemple, dans la construction de locomotives et de trains à grande vitesse, des groupes puissants et peu nombreux se partagent l'essentiel de ces marchés.